# MACS 1149-JD

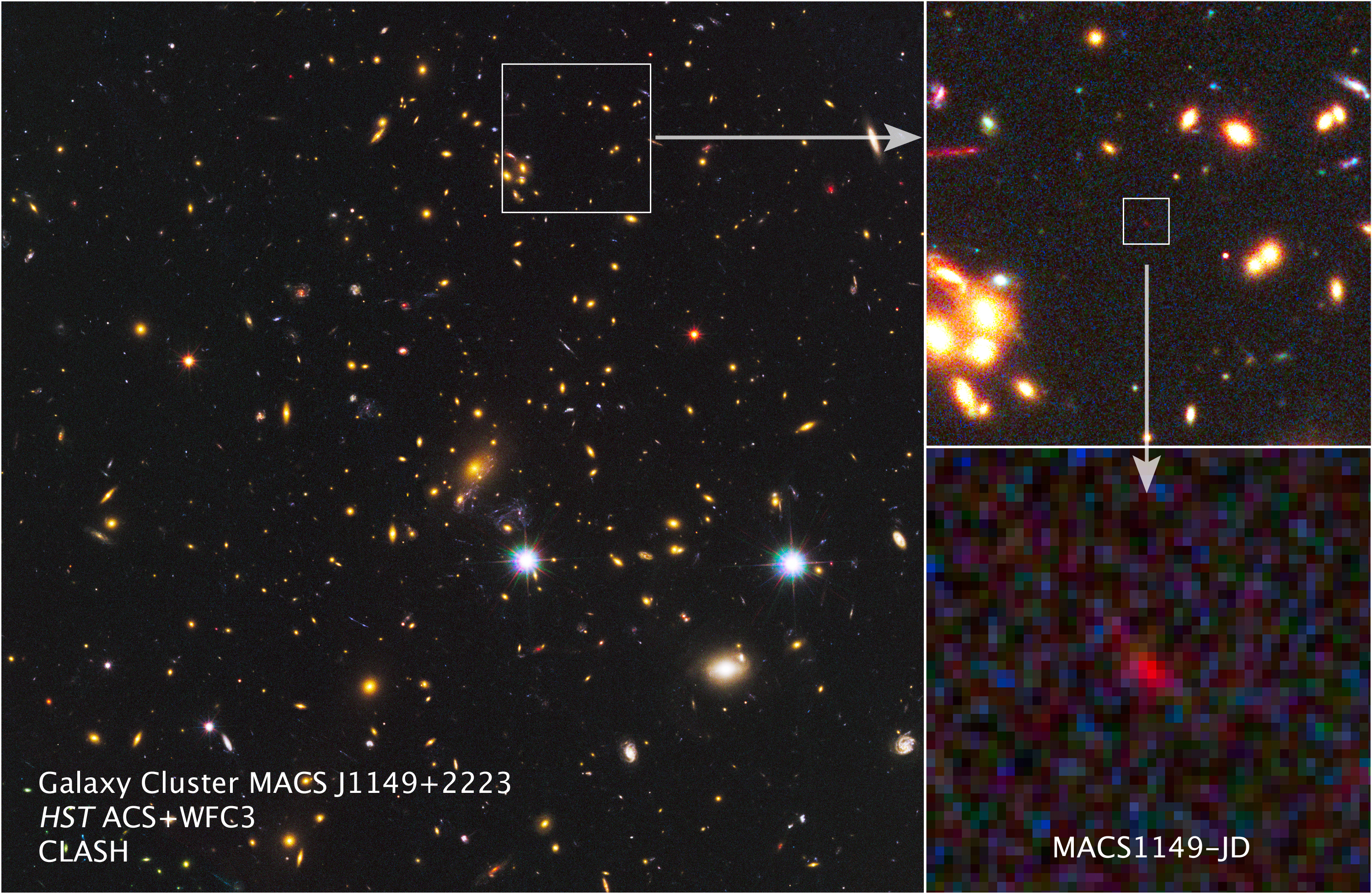
Gromada galaktyk MACS J1149+2223 i galaktyka MACS 1149-JD na zdjęciu wykonanym przez Teleskop Hubble'a.

MACS 1149-JD – galaktyka odkryta przez teleskopy kosmiczne Hubble'a i Spitzera, jeden z najbardziej odległych znanych obiektów tego typu.
Galaktyka oddalona jest o 13,2 miliarda lat świetlnych od Ziemi (przesunięcie ku czerwieni, z=9,6), oznacza to, że docierające na Ziemię światło zostało przez nią wyemitowane 13,2 miliarda lat temu, zaledwie 500 milionów lat po Wielkim Wybuchu. W odkryciu galaktyki pomogła gromada galaktyk znana jako MACS J1149+2223, której znaczna masa skupiła światło emitowane przez MACS 1149-JD w procesie soczewkowania grawitacyjnego. Zarejestrowano je w czterech różnych pasmach częstotliwości obserwowanych przez teleskop Hubble'a i jednym paśmie obserwowanym przez teleskop Spitzera. Ocenia się, że masa MACS 1149-JD w momencie wyemitowania odkrytych obecnie promieni stanowiła ok. 1% aktualnej masy Drogi Mlecznej.